# Trou de Fer
Trou de Fer (železna luknja) je kanjon na francoskem otoku Reunion, ki se nahaja v Indijskem oceanu vzhodno od Madagaskarja. Po 300 m globokem kanjonu teče reka Bras de Caverne, ki je pritok reki Rivière du Mât. Kanjon je sestavljen iz dveh delov: iz velike kotanje, kamor se steka šest slapov, in njenega podaljška, ozke, 3,2 km dolge soteske, ki predstavlja večji del kanjona. 